# Emilio (programma televisivo)
Emilio è stato un programma televisivo comico di Italia 1 andato in onda la domenica sera dal 1º gennaio 1989 al 29 aprile 1990 per due edizioni.

## Produzione
Erede di Drive In, dal quale trasse molti comici (ma senza Ezio Greggio e Gianfranco D'Angelo, passati a Odiens), Emilio è stato a sua volta una trasmissione comica di successo. Ambientato in una redazione di un videogiornale, i comici avevano il ruolo di giornalisti, critici, opinionisti o semplici "disturbatori".
Il programma veniva registrato in differita (e trasmesso a poche ore di distanza) dallo studio 10 del Centro di produzione Mediaset di Cologno Monzese, con in sala un pubblico vero, ma mai inquadrato.

## Cast
Nel cast (fra gli altri): Zuzzurro e Gaspare (anche autori), Athina Cenci (che interpretava l'inflessibile caporedattrice), Silvio Orlando (il giornalista), Carlo Pistarino (l'apprendista allo slogan di: "Capo Cenci, capo Cenci!"), Gene Gnocchi (il critico letterario), Giorgio Faletti (lo stilista Tamburino, il sociologo Faletti e la parodia di Loredana Bertè), Teo Teocoli (il ballerino, Macho Camicho, nome parodia dal celebre pugile Hector "Macho" Camacho, e l'ultrà milanista Peo Pericoli, che richiama il nome della tennista Lea Pericoli), Dominique Chalbot e Sabina Stilo. Infine due attori teatrali napoletani, Gianfelice Imparato e Luigi Petrucci si alternavano nel ruolo di "spalla" di Silvio Orlando nei suoi improbabili reportage di guerra e malcostume. Alla prima stagione del varietà partecipò anche Enrico Beruschi.
Il successo della trasmissione fu tale che nel 1990 ne fu realizzata un'edizione speciale intitolata Emilio '90 in onore dei Mondiali di calcio di Italia '90, come striscia giornaliera in orario preserale.

## Personaggi
Personaggi di Zuzzurro
- Zuzzurro, il famosissimo commissario, sempre in coppia con Gaspare.
- Ezechiele detto "Gambuccia", spericolato e zoppicante cameraman con una gamba di legno, che conservava il posto in quanto raccomandato da un fantomatico cognato avente una "X" nel cognome. La trasmissione andava in onda nel pieno dell'era craxista ed è chiaro il riferimento all'allora Sindaco di Milano Paolo Pillitteri, cognato del leader socialista Bettino Craxi.[senza fonte]

Personaggi di Teo Teocoli
- Teo Teocoli, ballerino e inviato della redazione.
- Macho Camicho (da leggersi Macio Camicio), esperto spagnolo di calcio e commentatore delle notizie sportive domenicali.
- Peo Pericoli. Tifoso milanista sfegatato, dalle improbabili sopracciglia esagerate e dalla tipica pronuncia stridente (Frasi celebri: "Ma vieni carogna!", "Amiciiiii!")

Personaggi di Giorgio Faletti
- Franco Tamburino, stilista internazionale (con sedi "ad Abbiategrasso, Bellinzona, New York") esageratamente effeminato e misogino; chiamava tutti gli oggetti con nomi femminili (la telefona). Sparlava del mondo dello spettacolo (tormentone "Adalpina!" urlato per chiamare la cameriera che non arrivava mai). Questo personaggio era già stato presentato in Drive In, ma in Emilio ottenne uno spazio maggiore.
- Loredana Bertè. L'imitazione burlesca della cantante, di minore successo rispetto ad altri personaggi di Faletti[senza fonte].
- Attilio Bossolazzi, il critico cinematografico, che si dilungava in discorsi vaneggianti sui vari film e remake dell'epoca.

## La sigla
La sigla di Emilio, cantata dai comici e da alcune coriste, costituì un vero e proprio tormentone nonsense, con il ritornello «Ahi ahi ahi se faccio un figlio, ahi ahi ahi lo chiamo Emilio, sempre meglio di Basilio, se è una femmina non so!», al quale seguiva in chiusura un'improbabile serie di rime in -iglio ("Emilio" era pronunciato "Emiglio" e "Basilio", "Basiglio").
A cantare il brano erano: Gaspare e Zuzzurro, Carlo Pistarino, Teo Teocoli, Giorgio Faletti, l'attore Silvio Orlando, l'attrice Giannina Facio, Athina Cenci, Gene Gnocchi, Enrico Beruschi e altri. La registrazione del disco fu effettuata al Chroma Studio di Milano (oggi Nikto studio): testo scritto da Cristiano Minellono e musica composta da Giampiero Ameli e Paolo Vallesi; tecnici del suono, Dino Ceglie e Gianpaolo Pini..
Il successo della trasmissione favorì inoltre la pubblicazione di altri dischi legati ai protagonisti della trasmissione. Teo Teocoli nel 1989 pubblica il singolo Por un beso me mareo, pubblicato in 7" e 12" da Alpharecord, in cui ripete il personaggio di Macho Camicho. Giannina Facio nel 1989 pubblica il singolo Ela dançava a lambada, assieme a Gerio Schubach, e nel 1990 pubblica il singolo One, Two, Three, Four, in 7", 12" e CD single